# Svensgölen, Blekinge
Svensgölen är en sjö i Ronneby kommun i Blekinge och ingår i Nättrabyåns huvudavrinningsområde.